# Xã Rolling Forks, Quận Pope, Minnesota
Xã Rolling Forks (tiếng Anh: Rolling Forks Township) là một xã thuộc quận Pope, tiểu bang Minnesota, Hoa Kỳ. Năm 2010, dân số của xã này là 151 người.